# György Kurtág
György Kurtág (ur. 19 lutego 1926 w Lugoj) – węgierski kompozytor, pianista i pedagog.

## Życiorys
Spadkobierca Bartóka rozpoczął swą edukację muzyczną w 1940 w Timișoarze (węg. Temesvár). Nauki gry na fortepianie pobierał od Magdy Kardos, kompozycji natomiast uczył się od Maxa Eisikovitsa. W następstwie II wojny światowej przeprowadził się na Węgry. W Szkole Głównej Muzycznej uczyli go m.in. Ferenc Farkas, Sándor Veress, Pál Kadosa, jak też Leó Weiner, który uczył Kurtága muzyki kameralnej. W 1951 uzyskał dyplom w klasie fortepianu i muzyki kameralnej, a w 1955 w klasie kompozycji. W latach 1957–1958 uczył się w Paryżu u Marianne Stein, uczęszczał też na lekcje Dariusa Milhauda oraz Oliviera Messiaena.
Od 1958 był nauczycielem w liceum muzycznym im. Béli Bartóka, potem pracował jako korepetytor przy Krajowej Filharmonii. Od 1967 uczył w Akademii Muzycznej najpierw na kierunku fortepianu, a potem muzyki kameralnej. W 1971 rozpoczął roczny pobyt w Berlinie Zachodnim w ramach programu artystycznego DAAD. W latach 1986–1993 nauczał w Akademii Muzycznej niepełnym wymiarze godzin. Począwszy od 1993 roku spędził dwa lata pracując jako kompozytor-rezydent przy filharmonii berlińskiej. W 1995 spędził rok w Wiedniu, prowadząc kursy mistrzowskie w wiedeńskim Konzerthaus oraz komponując.
Począwszy od 1996 roku rozpoczął swą dwuletnią pracę w Holandii, otrzymuje zaproszenia od Sociéte Gaviniés, haskiego Koninklijk Conservatorium, Muziekcentrum Vredenburg w Utrechcie, amsterdamskiego Concertgebouw, od Nederlandse Operá, Schönberg Ensemble, Asko Ensemble, Orlando Quartet, Osiris Trió oraz od Reinberta de Leeuwa. Po nowszej pracy w Berlinie w 1999 wyjechał do Francji, gdzie pracował przez dwa lata w Ensemble Intercontemporain, dla paryskiego konserwatorium.
W 1987 został członkiem Bawarskiej Akademii Sztuk Pięknych oraz Berlińskiej Akademii Sztuki. Od 2001 jest honorowym członkiem Amerykańskiej Akademii Literatury i Sztuki. W 2003 został laureatem prestiżowej duńskiej Nagrody Fundacji Muzycznej Léonie Sonning. Oficer francuskiego Orderu Sztuki i Literatury (1985). Odznaczony niemieckim orderem Pour le Mérite (1999), austriacką Odznaką Honorową za Naukę i Sztukę (1998) oraz Krzyżem Wielkim węgierskiego Orderu Zasługi (2006). W 2024 otrzymał Nagrodę Wolfa w dziedzinie muzyki.
Koncertuje regularnie ze swoją żoną, pianistką Mártą Kurtág (ślub w 2002). Jego kompozycje są grane na całym świecie. W 2018 w La Scali wystawiono jego operę wg Becketta Końcówka (Fin de partie. Scènes et monologues).